# The Losers
Pour plus de détails, voir Fiche technique et Distribution.
The Losers (ou Les Losers au Québec) est un film d'action américano-français réalisé par Sylvain White, sorti en 2010.
Le film est une adaptation du roman graphique éponyme publié par la maison d'édition Vertigo, une filiale de DC Comics, créée par Andy Diggle et de Jock.

## Synopsis
The Losers est une unité d'élite secrète des forces spéciales américaines menée par Franklin Clay (Jeffrey Dean Morgan) et composée de William Roque (Idris Elba), Linwood « Pooch » Porteous (Columbus Short), Jake Jensen (Chris Evans) et Carlos « Cougar » Alvarez (Óscar Jaenada). Ils sont envoyés en Bolivie pour une mission de recherche et destruction visant un baron de la drogue. Alors qu'ils désignent une cible pour une frappe aérienne à venir, ils repèrent des enfants esclaves dans le complexe et tentent de faire annuler l'attaque, mais leur supérieur, Max (Jason Patric), les ignore.
L'équipe choisit d'entrer dans le complexe. Elle sauve les enfants et tue le chef du réseau dans l'action. Alors qu'un hélicoptère arrive pour les récupérer, Max, convaincu qu'ils en savent trop, ordonne de détruire l'appareil, ignorant qu'ils étaient allés sauver les enfants. Un missile détruit l'hélicoptère ainsi que les enfants. Sachant que l'attaque les visait, les Losers feignent leurs morts et se cachent en Bolivie, déterminés à prendre leur revanche sur le mystérieux Max.

## Fiche technique
Sauf indication contraire, les informations mentionnées dans cette section peuvent être confirmées par les bases de données cinématographiques IMDb et Allociné,  présentes dans la section « Liens externes ».
- Titre original et français : The Losers
- Titre québécois : Losers
- Réalisation : Sylvain White
- Scénario : Peter Berg et James Vanderbilt, d'après la série de bandes dessinées éponyme créée par Andy Diggle et Jock
- Musique : John Ottman
- Direction artistique : Erin Cochran
- Décors : Aaron Osborne
- Costumes : Magali Guidasci
- Photographie : Scott Kevan
- Son : Steve Pederson, Tom Ozanich, Mark Larry
- Montage : David Checel
- Production : Joel Silver, Akiva Goldsman et Kerry Foster
  - Production déléguée : Sarah Aubrey, Stuart M. Besser, Steve Richards et Andrew Rona
  - Production associée : Aaron Auch et Sarah Meyer
  - Coproduction : Christoph Fisser, Adam Kuhn, Richard Mirisch, Henning Molfenter et Charlie Woebcken
- Sociétés de production[1] :
  - États-Unis : Weed Road Pictures et DC Entertainment, présenté par Warner Bros., en association avec Dark Castle Entertainment
  - France : Studiocanal
- Société de distribution : Warner Bros.
- Budget : 25 millions de $[2],[3]
- Pays de production :  États-Unis,  France
- Langues originales : anglais, espagnol, sanskrit
- Format[4] : couleur (Technicolor) - 35 mm / D-Cinema - 2,35:1 (Cinémascope) - son DTS | Dolby Digital | SDDS
- Genre : action, aventures, comédie, policier, thriller
- Durée : 97 minutes
- Dates de sortie[5] :
  - États-Unis, Québec : 23 avril 2010[6]
  - France : 16 novembre 2010 (sortie directement en DVD et Blu-ray)
- Classification[7] :
  - États-Unis : accord parental recommandé, film déconseillé aux moins de 13 ans (PG-13 - Parents Strongly Cautioned)[Note 1]
  - France : tous publics
  - Québec : tous publics - déconseillé aux jeunes enfants (G - General Rating)[6]

## Distribution
- Jeffrey Dean Morgan (VQ : Sylvain Hétu) : Franklin Clay
- Idris Elba (VQ : Patrick Chouinard) : William Roque
- Chris Evans (VQ : Antoine Durand) : Jake Jensen
- Columbus Short (VQ : Patrice Dubois) : Linwood « Pooch » Porteous
- Óscar Jaenada (VQ : Alexandre Fortin) : Carlos « Cougar » Alvarez
- Zoe Saldaña (VQ : Catherine Proulx-Lemay) : Aisha Al-Fadhil
- Jason Patric (VQ : Daniel Picard) : Max
- Holt McCallany (VQ : Louis-Philippe Dandenault) : Wade Travis
- Peter Macdissi (en) (VQ : Frédéric Desager) : Vikram
- Peter Francis James (en) : Fadhil
- Tanee McCall (en) : Jolene

## Accueil

### Accueil critique
The Losers recueille 48 % de critiques positives, avec une note moyenne de 7,1/10 et sur la base de 168 critiques collectées, sur le site internet Rotten Tomatoes. Il obtient un score de 44/100, sur la base de 32 critiques, sur Metacritic.

### Box-office
The Losers a rapporté au total 24 239 204 $ au box-office mondial (dont 23 580 735 $ aux États-Unis), se classant ainsi au cent-onzième rang des plus grands succès cinématographiques de 2010 aux États-Unis. Doté d'un budget de 25 000 000 $, il s'agit d'un échec commercial
| Pays ou région | Box-office   | Date d'arrêt du box-office | Nombre de semaines |
| -------------- | ------------ | -------------------------- | ------------------ |
| États-Unis     | 23 580 735 $ | 18 mai 2010                | 4                  |
| Total mondial  | 24 239 204 $ | -                          | -                  |

## Distinctions
Entre 2010 et 2011, le film The Losers a été sélectionné 8 fois dans diverses catégories et a remporté 1 récompense.

### Récompense
- Prix de la Télévision de divertissement Afro-Américaines 2010 : Prix BET du meilleur acteur pour Idris Elba.

### Nominations
- Prix du jeune public 2010 :
  - Meilleure actrice dans un film d’action / aventure pour Zoe Saldana,
  - Meilleur film d'action / aventure.
- Prix Scream 2010 :
  - Meilleure scène de combat de l'année (Aïcha contre Clay),
  - Meilleur film de bande dessinée.
- Éditeurs de sons de films 2011 : Meilleur montage de musique dans un film pour Shie Rozow.
- Prix de la Télévision de divertissement Afro-Américaines 2011 : Meilleure actrice pour Zoe Saldana.
- Prix NAACP de l'image 2011 : Meilleure actrice dans un film pour Zoe Saldana.

## Autour du film

### Éditions en vidéo
- Pour la sortie française le 16 novembre 2010, Studiocanal n'a pas doublé le film avec des comédiens français mais a gardé la piste québécoise.[réf. souhaitée]